# Leipoa
Leipoa là một chi chim trong họ Megapodiidae.

## Các loài
- Leipoa ocellata Gould, 1840 – malleefowl
- †Leipoa gallinacea (De Vis, 1888) – malleefowl lớn